# Пуа-де-Пикарди (кантон)
Пуа-де-Пикарди (фр. Poix-de-Picardie) — кантон во Франции, находится в регионе О-де-Франс, департамент Сомма. Входит в состав округа Амьен.

## История
До 2015 года в состав кантона входили коммуны:
Бержикур, Беттамбо, Бланжи-су-Пуа, Бюсси-ле-Пуа, Гизанкур, Говиль, 
Кольер, Круаро, Курсель-су-Муайанкур, Ламаронд, Лашапель, Линьер-Шателен, Марле, Меньё, Мереокур, Морвиллер-Сен-Сатюрнен, Муайанкур-ле-Пуа, Оффиньи, Пуа-де-Пикарди, Сент-Сегре, Сольшуа-су-Пуа, Тьёллуа-ла-Виль, Фамешон, Фрикам, Фурсиньи, Экенн-Эрамекур, Эплесьер, Эскан.
В результате реформы 2015 года   состав кантона был изменен. В него вошли упраздненные кантоны Орнуа-ле-Бур и Уазмон.

## Состав кантона с 22 марта 2015 года
В состав кантона входят коммуны (население по данным Национального института статистики за 2018 г.):
- Авен-Шосуа (63 чел.)
- Анденвиль (260 чел.)
- Аргель (29 чел.)
- Беллуа-Сен-Леонар (91 чел.)
- Бержикур (143 чел.)
- Бермениль (218 чел.)
- Беттамбо (105 чел.)
- Бланжи-су-Пуа (178 чел.)
- Бокан-ле-Вьё (1 424 чел.)
- Бокан-ле-Жён (192 чел.)
- Брокур (99 чел.)
- Бюси-ле-Пуа (99 чел.)
- Вержи (168 чел.)
- Виллер-Кампсар (148 чел.)
- Вильруа (186 чел.)
- Врень-ле-Орнуа (96 чел.)
- Вуарель (63 чел.)
- Гизанкур (135 чел.)
- Говиль (344 чел.)
- Дромениль (88 чел.)
- Каннесьер (68 чел.)
- Кольер (212 чел.)
- Круаро (441 чел.)
- Курсель-су-Муайанкур (144 чел.)
- Ламаронд (67 чел.)
- Лафресгимон-Сен-Мартен (549 чел.)
- Лашапель (88 чел.)
- Ле-Кен (267 чел.)
- Ле-Мази (107 чел.)
- Ле-Трансле (253 чел.)
- Линьер-ан-Вимё (112 чел.)
- Линьер-Шатлен (364 чел.)
- Льомер (393 чел.)
- Марле (143 чел.)
- Меньё (177 чел.)
- Мереокур (8 чел.)
- Мерикур-ан-Вимё (103 чел.)
- Морвиллер-Сен-Сатюрнен (402 чел.)
- Муайанкур-ле-Пуа (182 чел.)
- Муфлиер (83 чел.)
- Нёвиль-Копгёль (514 чел.)
- Нёвиль-о-Буа (152 чел.)
- Нелет (82 чел.)
- Нель-л'Опиталь (158 чел.)
- Оффиньи (77 чел.)
- Оматр (179 чел.)
- Омон (146 чел.)
- Орнуа-ле-Бур (1 679 чел.)
- Пуа-де-Пикарди (2 385 чел.)
- Рамбюр (341 чел.)
- Сен-Жермен-сюр-Брель (205 чел.)
- Сен-Леже-сюр-Брель (77 чел.)
- Сен-Мольви (266 чел.)
- Сенарпон (638 чел.)
- Серизи-Бюлё (265 чел.)
- Сент-Обен-Ривьер (112 чел.)
- Сент-Сегре (54 чел.)
- Сольшуа-су-Пуа (73 чел.)
- Тьёллуа-л'Аббеи (385 чел.)
- Тьёллуа-ла-Виль (147 чел.)
- Уазмон (1 160 чел.)
- Фамешон (272 чел.)
- Фонтен-ле-Сек (149 чел.)
- Форсвиль-ан-Вимё (237 чел.)
- Фрамикур (175 чел.)
- Френ-Тийолуа (204 чел.)
- Френевиль (104 чел.)
- Френуа-Анденвиль (88 чел.)
- Фреткюис (75 чел.)
- Фрикан (177 чел.)
- Фукокур-Ор-Нель (80 чел.)
- Фурсиньи (198 чел.)
- Экенн-Эрамекур (291 чел.)
- Экур-Крокуазон (112 чел.)
- Энваль-Буарон (113 чел.)
- Эплесьер (353 чел.)
- Эпомениль (126 чел.)
- Эскан (518 чел.)
- Этрежу (42 чел.)

## Политика
На президентских выборах 2022 г. жители кантона отдали в 1-м туре Марин Ле Пен 39,0 % голосов против 26,1 % у Эмманюэля Макрона и 11,7 % у Жана-Люка Меланшона; во 2-м туре в кантоне победила Ле Пен, получившая 57,7 % голосов. (2017 год. 1 тур: Марин Ле Пен – 34,3 %, Франсуа Фийон – 19,5 %, Эмманюэль Макрон – 18,9 %,  Жан-Люк Меланшон – 14,2 %; 2 тур: Ле Пен – 52,2 %. 2012 год. 1 тур: Николя Саркози – 27,2 %, Марин Ле Пен – 25,6 %, Франсуа Олланд – 25,2 %; 2 тур: Саркози – 51,0 %).
С 2021 года кантон в Совете департамента Сомма представляют мэр коммуны Линьер-ан-Вимё Изабель де Вазьер (Isabelle De Waziers) (Республиканцы) и мэр коммуны Лафресгимон-Сен-Мартен Янник Лефёвр (Jannick Lefeuvre) (Союз демократов и независимых).
|                | Кандидаты                      | Партия                   | Первый тур | Первый тур     | Второй тур | Второй тур |
| Кол-во голосов | Кандидаты                      | Партия                   | % голосов  | Кол-во голосов | % голосов  |            |
| -------------- | ------------------------------ | ------------------------ | ---------- | -------------- | ---------- | ---------- |
|                | Изабель де Вазьер Янник Лефёвр | Правоцентристский блок   | 3 359      | 51,69          | 4 290      | 70,33      |
|                | Кристиан Корне Сабина Майяр    | Национальное объединение | 1 619      | 24,92          | 1 810      | 29,67      |
|                | Гислен Лефёвр Паскаль Обре     | Разные левые             | 853        | 13,13          |            |            |
|                | Жан-Мари Дезаши Анн Суде       | Прочие                   | 667        | 10,26          |            |            |

|                | Кандидаты                         | Партия             | Первый тур | Первый тур     | Второй тур | Второй тур |
| Кол-во голосов | Кандидаты                         | Партия             | % голосов  | Кол-во голосов | % голосов  |            |
| -------------- | --------------------------------- | ------------------ | ---------- | -------------- | ---------- | ---------- |
|                | Изабель де Вазьер Марк Деваэль    | Правый блок        | 3 358      | 36,74          | 4 976      | 58,12      |
|                | Дельфин Карпантье Жозе Луи Матеос | Национальный фронт | 3 294      | 36,04          | 3 585      | 41,88      |
|                | Роз-Франс Делер Кристоф Жеро      | Левый блок         | 2 488      | 27,22          |            |            |

|  | Кандидат         | Партия                  | % голосов |
|  | ---------------- | ----------------------- | --------- |
|  | Марк Деваэль     | Новый центр             | 57,04     |
|  | Ромуальд Трабуйе | Социалистическая партия | 42,96     |